# محاولة اغتيال السفير السعودي في واشنطن

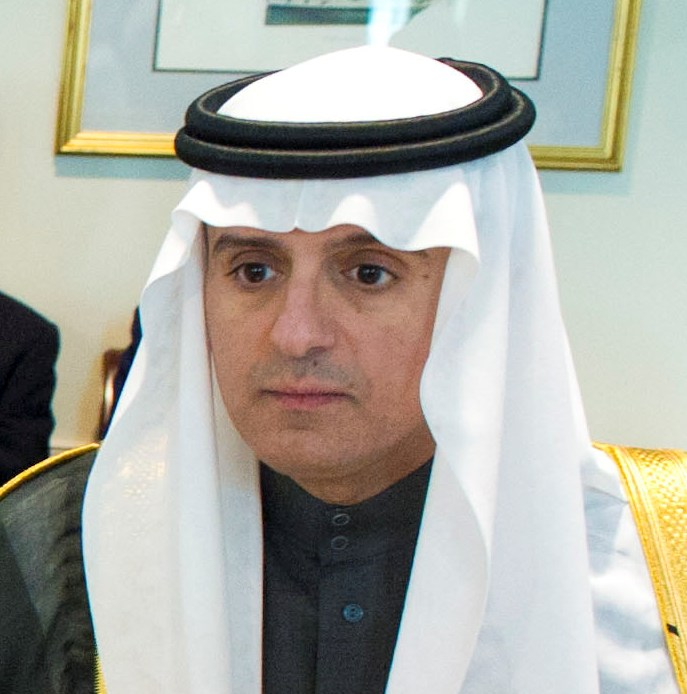

في 14 ذي القعدة 1432هـ الموافق لـ 11 أكتوبر 2011، زعم مسؤولون من الولايات المتحدة أن هناك مؤامرة من قبل الحكومة الإيرانية لاغتيال السفير السعودي في الولايات المتحدة عادل الجبير. وتم تسمية العملية في وسائل الإعلام «بمؤامرة الاغتيال الإيرانية» و «مؤامرة إيران الإرهابية»، في حين سمى مكتب التحقيقات الفدرالي المؤامرة «بعملية التحالف الأحمر». وتم القبض على المواطنين الإيرانيين غلام شكوري ومنصور اربابسيار وإتهامهما من قبل المحكمة الإتحادية في نيويورك بالتآمر لاغتيال عادل الجبير في 11 أكتوبر عام 2011. ووفقا لمسؤولين امريكيين، بأن المتهمين خططوا لاغتيال عادل الجبير عن طريق تفجير المطعم المتواجد فيه السفير، وبعد ذلك التوجة للسفارة السعودية وتفجيرها، أيضا اعترف المتهمون بأنهم خططوا لتفجير السفارة السعودية والسفارة الإسرائيلية معا.

## مؤامرة الاغتيال

### إعلان التهمة
في 14 ذي القعدة 1432هـ الموافق لـ 11 أكتوبر 2011، أعلن رئيس مكتب التحقيقات الفدرالي روبرت مولر أن المحكمة الاتحادية قد اتهمت شخصين تابعين للحكومة الإيرانية، لمحاولتهم اغتيال السفير السعودي عادل الجبير باستخدام المتفجرات في الولايات المتحدة. وأن نجاح العملية كان من شأنه أن يؤدي إلى موت الكثيرين. وأكد وزير العدل إريك هولدر اعتراف منصور أربابسيار بدوره في «مؤامرة دموية وافق عليها أعضاء في الجيش الإيراني لاغتيال سفير أجنبي على الأراضي الأميركية». ودعا الرئيس أوباما السفير عادل الجبير للتعبير عن تضامن الولايات المتحدة مع السعودية، مشيراً إلى محاولة الاغتيال الفاشلة على أنها «انتهاك صارخ للقانون الأمريكي والدولي.» وزعمت الحكومة الأمريكية أن فيلق القدس «يجري عمليات سرية حساسة في الخارج، بما في ذلك هجمات إرهابية، وعمليات اغتيال وخطف، ويعتقد أنها ترعى الهجمات ضد قوات التحالف في العراق.» في أكتوبر 2007، أكدت وزارة الخزانة الأمريكية أن فيلق القدس يوفر الدعم المادي لطالبان، ومنظمات إرهابية أخرى. وقد وجهت إلى المتهمين تهمة التآمر لقتل مسؤول أجنبي، واستخدام أسلحة دمار شامل، والتآمر لارتكاب عمل من أعمال الإرهاب الدولي التي تتخطى الحدود الوطنية.

### تفاصيل المخطط
لم يكن المخطط الإيراني الذي كشفت عنه اللقاءات بين العميل الأمريكي من أصل إيراني والضباط الإيرانيين وتجار المخدرات المكسيكيين يشمل قتل عادل الجبير في بادئ الأمر، بل تشير الوثائق الأمريكية إلى أن المخطط كان يهدف إلى تفجير السفارتين السعودية والإسرائيلية فقط. لكن في بداية أغسطس تم الطلب من العميل منصور أربابسيار الاتفاق مع العصابة المكسيكية على إضافة السفير السعودي عادل الجبير إلى رأس قائمة الأهداف. كان منصور أربابسيار يتلقى التعليمات من علي غلام شاكوري وهو ضابط في فيلق القدس ومسؤول عن وحدة حزب الله الحجاز بحسب معلومات سرّبها معارضون إيرانيون. ويبدو أن الخطة الإيرانية تقضي بالاستعانة بعصابات المخدرات المكسيكية لإبعاد الشبهات عن إيران والإيحاء بأن الجريمة تتخذ طابع الجريمة الدولية المنظمة. ويقول المحقق الأمريكي روبرت وولسزن الذي تابع القضية في تحقيقاته انه أصبح من متابعة القضية خبيراً في نشاطات الحرس الثوري الإيراني وفيلق القدس على وجه التحديد. وفي 24 مايو قام منصور أربابسيار بالسفر إلى المكسيك حيث قاده سوء تقديره إلى لقاء أحد رجال العصابات المعروفين الذي لم يكن سوى متعاون مع إدارة مكافحة المخدرات الأمريكية في المكسيك ويلقب العميل بسي أس-1. وطلب العميل الإيراني من رجل العصابات المكسيكي القيام بهجوم على السفارة السعودية في واشنطن عبر تفجيرها بشحنة من المادة شديدة التفجير سي فور. بعدها بأقل من 3 أسابيع أبلغه «سي أس-1» عند لقائهما في المكسيك ثانية بحاجته لما لا يقل عن 4 رجال لاغتيال السفير، وطلب مليون و500 ألف دولار كمقابل للتنفيذ، فوافق منصور أربابسيار مشترطا أن يتم قتل السفير أولا قبل شن هجمات أخرى سبق وناقشها معه، كما أخبره أن لديه وشركائه 100 ألف دولار جاهزة للدفع له كمقدم، وصارحه بأن ابن عم له يقيم في إيران هو من طلب منه العثور على شخص لاغتيال السفير، وأن ابن العم جنرال بالجيش الايراني. وفي 17 يوليو (تموز) 2011، اجتمعا للمرة الثالثة في المكسيك، وأخبره «سي أس-1» أنه كلف أحد العاملين معه بالتوجه إلى واشنطن لمراقبة السفير عادل الجبير، ثم أثار مع منصور أربابسيار احتمال مقتل مارة أبرياء عند التنفيذ، فقلل منصور أربابسيار من مخاوفه وشجعه على المضي في المخطط، وقال: «يودون الإجهاز عليه ولو قتل معه المئات.. ليذهبوا إلى الجحيم». ثم اقترح تفجير مطعم في واشنطن يرتاده السفير عادل الجبير عادة لقتله فيه، فنبهه «سي أس-1» بأمكانية سقوط قتلى بالتفجير، ومنهم أعضاء بالكونغرس الأميركي اعتاد بعضهم ارتياد المطعم نفسه، فقال له منصور أربابسيار: «لا تهتم، وامض في المشروع». في أول أغسطس/آب، كما في 9 منه أيضا، أجرى منصور أربابسيار حوالتين خارجيتين بقيمة 100 ألف دولار إلى حسابات سرية عدة من دون أن يعلم بأنها لمكتب التحقيقات الفيدرالي كدفعة أولى لصالح «سي أس-1» مقابل عملية الاغتيال، ظنا منه أن الحسابات تخصه، ثم أخبره بأنه سيقوم بتأمين بقية المليون و500 ألف دولار بعد قتل السفير عادل الجبير مباشرة، لكن «سي أس-1» طلب ضمانات حين أخبره يوم اجتمعا مجددا في 20 سبتمبر، بأن كل شيء اكتمل للإجهاز على عادل الجبير بتفجير المطعم وهو فيه يتناول الطعام إذا اقتضى الأمر.

### القبض عليه
في 20 سبتمبر 2011، طلب «سي أس-1» في اجتماع من منصور أربابسيار تسديد النصف مليون و500 ألف دولار المتفق عليه، أو أن يتوجه بنفسه إلى المكسيك ليكون فيها رهينة لدى زملائه مهربي المخدرات حتى تسديد كامل المبلغ، فوافق منصور أربابسيار وتوجه في 28 سبتمبر 2011، إلى المكسيك، وحين وصل إلى مطار عاصمتها منعوه من دخولها، من دون أن يشرحوا الأسباب، وأعادوه في اليوم التالي على أول طائرة إلى الوجهة التي أتى منها، وهي نيويورك، وفي مطار مطار جون إف كينيدي الدولي يوم 29 سبتمبر 2011، كان رجال مكتب التحقيقات الفيدرالي بانتظاره، فاقتادوه مكبلا بالأصفاد.

### الدوافع لعملية الاغتيال
ورد في موقع «همبستجي» الإيراني، أن القصد من مخطط اغتيال السفير السعودي عادل الجبير «هو العمل على تسريع وتيرة الثورة في البحرين، بطرق تمت مناقشتها ووضعوها في قمة أولويات لجنة خاصة تنسيقية برئاسة علي أصغر حجازي، وتحت إشراف المرشد الأعلى علي خامنئي». وان مخطط الاغتيال «كان بمباركة وموافقة علي خامنئي نفسه، وتولى شاكوري مسؤولية تنفيذه باعتباره الساعد الأيمن للمرشد للعمليات في البحرين.» أما السبب الأخر أن عادل الجبير كان يتنقل يومياً بين أروقة الكونغرس الأمريكي والدوائر الحكومية مثل وزارة الخارجية ومجلس الأمن القومي لإطلاعهم على ما يحدث في سوريا، وارتفاع وتيرة نشاط عادل الجبير داخل الكونغرس الأمريكي لتأييد التدخُّل الأممي ضد نظام بشار الأسد، وكانت محاولة الاغتيال لإيقاف نشاطه المضاد لنظام بشار الأسد في واشنطن وكمساعدة إيرانية لحليفهم الذي يخشون فقدانه للأبد واضمحلال نفوذهم في المنطقة.

### الحالة العقلية
محاميته سابرينا شروف، طلبت بعد اعترافها بخطورة ما كان سيقدم عليه، أن تكون العقوبة 10 سنوات على الأكثر، متذرعة بأنه يعاني من مرض الاضطراب الثنائي القطب، وهو مرض نفساني يدفع بصاحبه إلى أعمال غير مسؤولة، ويجعله مستصغرا للشرر لا يعي عواقب ما يفعل، وأنه يواجه صعوبة في «فهم الظروف المحيطة بقرار معين أو تقدير النتائج المترتبة على هذا القرار».

## النتائج

### العقوبات
في 12 أكتوبر 2011، فرض الرئيس أوباما عقوبات جديدة على إيران وصرح البيت الابيض ان مزيد من الإجراءات سوف يتم إتخاذها. وبعد ثلاث أسابيع صوتت لجنة الشؤون الخارجية في مجلس النواب الأمريكي صوتت لتوسيع العقوبات ضد إيران. ويشمل مشروع العقوبات، عقوبات على البنك المركزي الإيراني وهو بمثابة خيار أساسي في الحرب المالية على طهران مع احتمال تجميد دور إيران في النظام النقدي العالمي.

### ردود الفعل الدولية
قال جو بايدن نائب الرئيس الامريكي إن إيران ستحاسب على المؤامرة المزعومة لاغتيال سفير المملكة العربية السعودية في واشنطن وإن إدارة الرئيس باراك أوباما تعمل على توحيد الرأي العالمي وراء رد أمريكي محتمل. وأضاف جو بايدن على قناة إيه بي سي "إنه عمل مشين لابد وأن يحاسب الإيرانيون عليه." وطالب رئيس مجلس النواب الأميركي جون بينر البيت الأبيض بتشديد العقوبات على إيران. ووصفت وزيرة الخارجية الأمريكية هيلاري كلينتون المؤامرة المفترضة لاغتيال سفير المملكة العربية السعودية في الولايات المتحدة " بالتصعيد الخطير ". وقالت هيلاري كلينتون خلال مؤتمر عقد في واشنطن " لحسن الحظ، فشلت هذه مؤامرة، وذلك بسبب العمل الممتاز لقوات فرض القانون وخبراء الاستخبارات. واعتبرت المؤامرة خرقا فاضحا للقانون الدولي والأمريكي. وحثت هيلاري كلينتون بقية دول العالم للانضمام إلى واشنطن في إدانة هذا المخطط، والتي قالت انه ينتهك القانون الدولي والأمريكي. وقالت إن المؤامرة كانت عملا متهورا يقوض المعايير الدولية والنظام الدولي.
وصرح تركي بن فيصل آل سعود السفير السعودي السابق في واشنطن، ورئيس الاستخبارات العامة السابق، «بان محاولة الاغتيال تمثّل اعتداءً على السلوك المتحضّر والإنساني، وأن هذا لن يمر دون ردّ وردع.» و«أن هناك شخص ما في إيران سوف يدفع الثمن». وعلق بعض المسؤولين السعوديين بأن مؤامرة الاغتيال المزعومة ستمثل تصعيدا في المواجهة بين البلدين. اما في فرنسا، أصدر المتحدث باسم وزارة الشؤون الخارجية والأوروبية بيانا جاء فيه: «بالنسبة لفرنسا، هذا شأن خطير للغاية، وانتهاكا صارخا للقانون الدولي، ويجب محاسبت المرتكبين والداعمين.» وذكر بيان صادر عن مكتب رئيس الوزراء البريطاني ديفيد كاميرون بإن بلاده تجري مشاورات مع الولايات المتحدة ودول أخرى بشأن فرض مزيد من العقوبات على إيران، وقال المتحدث «نتشاور مع الولايات المتحدة بشأن اتخاذ مزيد من الإجراءات.» وأضاف «سندعم أي إجراءات تساعد على محاسبة إيران على أفعالها.» ودان الأمين العام لمجلس التعاون الخليجي الدكتور عبد اللطيف الزياني أمس مخطط اغتيال سفير السعودية لدى واشنطن، معتبراً إياه انتهاكاً سافراً ومرفوضاً لكل القوانين والاتفاقيات والأعراف الدولية، ومضراً بصورة جسيمة بالعلاقات بين دول مجلس التعاون لدول الخليج العربية من جهة وإيران من جهة أخرى. وقد صرح وزير الشؤون الخارجية الهولندية، أوري روزنتال، أنه «جدا، جدا، جدا، قلق للغاية» بشأن التدخل الإيراني المزعوم في هجوم إرهابي تآمر على قتل المدنيين في الولايات المتحدة. وصرح رئيس الوزراء الكندي ستيفن هاربر إن إيران تشكل أخطر تهديد للسلم والأمن في العالم، وذلك بعد صدور الاتهامات الأميركية لطهران بالتخطيط لقتل السفير السعودي على أراضيها.
أما الرئيس الإيراني محمود أحمدي نجاد، نفى العملية ووصفها «بالفبركة». أما محمد خزاعی سفير إيران في الأمم المتحدة فصرح بإنه «صدم لسماع مثل هذه الكذبة الكبيرة.» ووصف آية الله علي خامنئي، المرشد الأعلى لإيران، بأن«إيران تنفي الادعاءات الكاذبة والتي لا أساس لها من الصحة». وأن المزاعم «لا معنى لها وسخيفة». وقال علي لاريجاني، رئيس البرلمان الإيراني، أن مزاعم الولايات المتحدة عبارة عن «لعبة أطفال». وفي قناة روسيا اليوم الإخبارية، صرح الضابط السابق في وكالة المخابرات المركزية مايكل شوير بأن المؤامرة تلفيق من قبل مكتب التحقيقات الفيدرالي، وأنها غير موجودة على الإطلاق.